# Cinturão da Neve

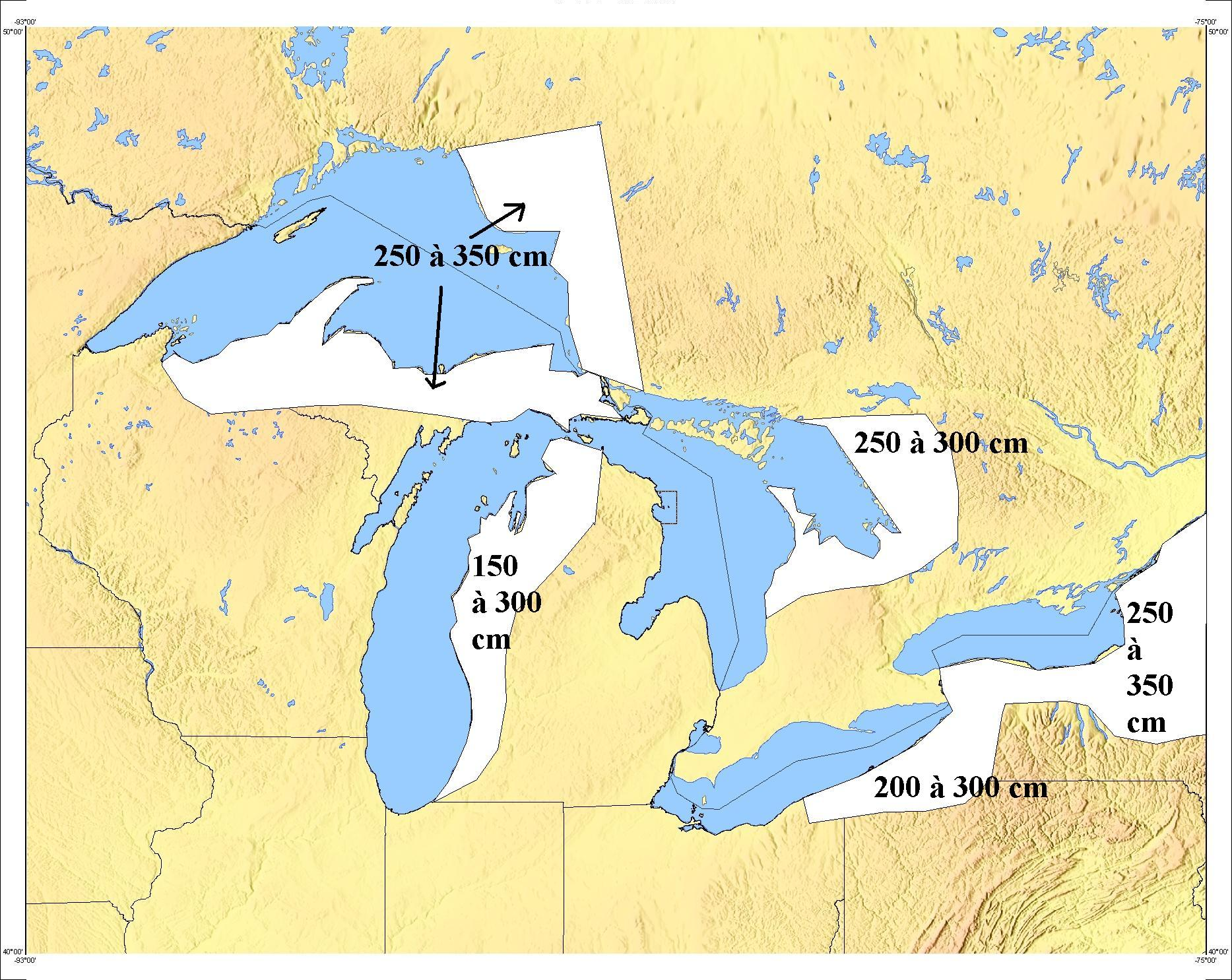
Mapa mostrando os ocorrências de Snowbelts na região dos Grandes Lagos

O cinturão da neve (em inglês: Snowbelt) é um termo usado para descrever um número de regiões perto dos Grandes Lagos, na América do Norte, onde grandes quantidades de neve caem sob o formato de neve de efeito lago é comum.
São comuns na direção onde o vento sopra nos lagos, principalmente nas margens sul e leste. A neve de efeito lago ocorre quando o vento frio se movimenta sobre a água mais quente, fazendo uma mistura que depois se precipita como neve quando o ar se movimenta em direção à terra. 
Os lagos produzem Tempestade de Neve e constantes céus nublados durante os meses do inverno, também como a temperatura do ar mais baixa do que a da água ou até que o lago se congele por completo.
Nos Estados Unidos, snowbelts estão localizadas no sudeste do Lago Erie de Cleveland (Ohio) até Buffalo (Nova York), ao sul do Lago Ontário, estendendo-se de Rochester (Nova York) a Utica (Nova York), ao norte de Watertown (Nova York), entre  Michigan Ocidental e Norte de Michigan ao Estreito de Mackinac e pelas margens leste e sul do Lago Superior do Noroeste de Wisconsin a metade norte da Península Superior.
Porções do cinturão se localizam em Ontário (Canadá), que se incluem na margem ocidental do Lago Superior de Sault Ste. Marie a Wawa, bem como as margens leste e sul do Lago Huron, Baía de George de Parry Sound a London. Durante o inverno, ventos de direção norte-oeste causam frequentes interdições em estradas. A Península do Niágara a margem norte e leste do Lago Ontário são bastante afetadas quando os ventos de direção sul-oeste são predominantes.